# Plebejus shasta
Plebejus shasta är en fjärilsart som beskrevs av Edwards 1862. Plebejus shasta ingår i släktet Plebejus och familjen juvelvingar. Inga underarter finns listade i Catalogue of Life.